# 克劳修斯-克拉佩龙方程
克劳修斯-克拉伯龙方程（英語：Clausius–Clapeyron relation，亦稱為 Clausius-Clapeyron equation）是用于描述单组分系统在相平衡时氣壓随温度的变化率的方法，以鲁道夫·克劳修斯和埃米尔·克拉伯龙命名。
{\displaystyle {\frac {\mathrm {d} P}{\mathrm {d} T}}={\frac {L}{T\,\Delta V}}}
此处{\displaystyle \mathrm {d} P/\mathrm {d} T}是压强随温度的变化率，{\displaystyle L}是相变焓（潜热，指相變時吸收的能量），{\displaystyle T}是相平衡温度，{\displaystyle \Delta V}是相变过程中的比容变化。

## 推导

### 从状态假设出发进行的推导
使用热力学状态假设，以{\displaystyle s}代表均质物质的比熵得出比容{\displaystyle v}和温度{\displaystyle T}的方程:508
{\displaystyle \mathrm {d} s=\left({\frac {\partial s}{\partial v}}\right)_{T}\mathrm {d} v+\left({\frac {\partial s}{\partial T}}\right)_{v}\mathrm {d} T.}
在相变过程中，温度保持不变，于是:508
{\displaystyle \mathrm {d} s=\left({\frac {\partial s}{\partial v}}\right)_{T}\mathrm {d} v}。
使用麦克斯韦关系式，可以得到:508
{\displaystyle \mathrm {d} s=\left({\frac {\partial P}{\partial T}}\right)_{v}\mathrm {d} v}。
因为相变之中温度和压力都不变，所以压力对温度的导数并不是比容的函数:57, 62 & 671，于是其中偏微分可以变成全微分，可以求得积分关系:508
{\displaystyle s_{\beta }-s_{\alpha }={\frac {\mathrm {d} P}{\mathrm {d} T}}(v_{\beta }-v_{\alpha }),}
{\displaystyle {\frac {dP}{dT}}={\frac {s_{\beta }-s_{\alpha }}{v_{\beta }-v_{\alpha }}}={\frac {\Delta s}{\Delta v}}}。
这里{\displaystyle \Delta s\equiv s_{\beta }-s_{\alpha }}以及{\displaystyle \Delta v\equiv v_{\beta }-v_{\alpha }}分别是比熵和比容从初相态{\displaystyle \alpha }到末相态{\displaystyle \beta }的变化。
对于一个内部经历可逆过程的封闭系统，热力学第一定律表达式为
{\displaystyle \mathrm {d} u=\delta q+\delta w=T\;\mathrm {d} s-P\;\mathrm {d} v.\,}
使用焓的定义，并考虑到温度和压力为常数:508
{\displaystyle \mathrm {d} u+P\;\mathrm {d} v=dh=T\;\mathrm {d} s\Rightarrow \mathrm {d} s={\frac {\mathrm {d} h}{T}}\Rightarrow \Delta s={\frac {\Delta h}{T}}={\frac {L}{T}}}。
将这一关系带入压力的微分的表达式，可以得到:508
{\displaystyle {\frac {\mathrm {d} P}{\mathrm {d} T}}={\frac {L}{T\Delta v}}}
这是克拉佩龙方程。

### 从吉布斯-杜亥姆方程进行推导
假设两个相态{\displaystyle \alpha }和{\displaystyle \beta }相互关联且达到相平衡，则其化学势的关系为{\displaystyle \mu _{\alpha }=\mu _{\beta }}。沿着共存曲线，我们也可以得到{\displaystyle \mathrm {d} \mu _{\alpha }=\mathrm {d} \mu _{\beta }}。现在用吉布斯-杜安方程{\displaystyle \mathrm {d} \mu =M(-s\mathrm {d} T+v\mathrm {d} P)}，其中{\displaystyle s}和{\displaystyle v}分别是比熵和比容，{\displaystyle M}是摩尔质量，可得到
{\displaystyle -(s_{\beta }-s_{\alpha })\mathrm {d} T+(v_{\beta }-v_{\alpha })\mathrm {d} P=0.\,}
因此，整理后得到
{\displaystyle {\frac {\mathrm {d} P}{\mathrm {d} T}}={\frac {s_{\beta }-s_{\alpha }}{v_{\beta }-v_{\alpha }}}}。
如同上面推导的延伸。

### 使用理想气体状态方程近似
对于有气相参加的相变过程，气相比容{\displaystyle v_{\mathrm {g} }}要远远大于固体或液体的体积{\displaystyle v_{\mathrm {c} }}，所以固体和液体的体积可以忽略{\displaystyle \Delta v=v_{\mathrm {g} }\left(1-{\tfrac {v_{\mathrm {c} }}{v_{\mathrm {g} }}}\right)\approx v_{\mathrm {g} }}在较低的压力和气体分子间作用力的前提下，气体可以近似视为理想气体，{\displaystyle v_{\mathrm {g} }=RT/P,}此处R是個別氣體常數。于是:509
{\displaystyle {\frac {\mathrm {d} P}{\mathrm {d} T}}={\frac {PL}{T^{2}R}}}。
这就被称为克劳修斯-克拉佩龙方程。:509一般来说，相变焓{\displaystyle L}是温度的函数，但如果相变焓随温度变化不大，那么可以积分得
{\displaystyle {\frac {\mathrm {d} P}{P}}={\frac {L}{R}}{\frac {\mathrm {d} T}{T^{2}}},}
{\displaystyle \int _{P_{1}}^{P_{2}}{\frac {\mathrm {d} P}{P}}={\frac {L}{R}}\int {\frac {\mathrm {d} T}{T^{2}}}}
{\displaystyle \left.\ln P\right|_{P=P_{1}}^{P_{2}}=-{\frac {L}{R}}\cdot \left.{\frac {1}{T}}\right|_{T=T_{1}}^{T_{2}}}
或者形式为:672
{\displaystyle \ln {\frac {P_{2}}{P_{1}}}={\frac {L}{R}}\left({\frac {1}{T_{1}}}-{\frac {1}{T_{2}}}\right)}
这里{\displaystyle (P_{1},T_{1})}和{\displaystyle (P_{2},T_{2})}是P-T图上的两个点，这是很有用的一个关系，因为他联系了饱和蒸汽压、温度和相变焓。不需要比容的数据，就可以估算饱和蒸汽压随温度变化的关系。